# Cantón de Orotina
Orotina es el noveno cantón de la provincia de Alajuela, en Costa Rica. Por su posición geográfica, el cantón se encuentra ubicado en la Región Pacífico Central. Se encuentra dividido en cinco distritos. Su cabecera es la ciudad de Orotina. 
En la ciudad de Orotina, se encuentra la iglesia de Santo Domingo de Guzmán, erigida en 1905. La ciudad también destaca por su parque, donde hay varios monumentos como los dedicados al patriota cubano José Martí y al rey indígena Garabito. Una de las máximas expresiones culturales es la Banda Comunal de Orotina, que ha logrado varios reconocimientos a nivel nacional e internacional.

## Toponimia
El origen del nombre del cantón, según don Carlos Gagini se debió a un error, ya que la región que tenía esta denominación en los inicios de la conquista, estaba situada entre los ríos Aranjuez y Guacimal, en el litoral oriental del golfo de Nicoya; la cual fue conocida también como Gurutiña o Gurutina, dominios del cacique chorotega de igual nombre. 
Este topónimo evolucionó a Orotiña y por último a Orotina. Una leyenda local también vincula el nombre de Orotina con el del rey Orontes.

## Historia
En la época precolombina el territorio que actualmente corresponde al cantón de Orotina estuvo habitado por indígenas de dos etnias principales: los huetares y los orotiñas. Los huetares, cuyo rey a la llegada de los españoles era Garabito, se asentaron en el llamado Valle de Coyoche, llamado más tarde Valle de la Cruz por los españoles, que en la actualidad corresponde a los llanos de San Mateo, Orotina y Esparza. Los orotiñas, gobernados por el rey Gurutina de etnia chorotega, habitaron en la región de Orotiña, que comprendía, además de parte de Orotina, parte del cantón central de Puntarenas.
El descubridor de la región fue el conquistador español Gil González Dávila, en el año 1522; cuando realizó el primer recorrido por tierra en nuestro territorio nacional, desde el sector sureste del mismo hasta el poblado indígena Avancari (hoy Abangaritos, cantón de Puntarenas); en 1561 Juan de Cavallón fundó el efímero poblado que denominó villa de los Reyes, en las llanuras de Santo Domingo. 
Después de la independencia, llegaron a la zona varias personas en procura de terrenos para cultivarlos y radicarse en el lugar. Uno de los primeros colonizadores fue con Manuel Hernández quien estableció una hacienda ganadera, en el actual distrito tercero, Hacienda Vieja. Luego se ubicó Eusebio Figueroa, con otra hacienda. 
La construcción de la carretera nacional, en 1843, de San José a Puntarenas, denominada camino de carretas, provocó el arribo de más agricultores que sembraron granos, cultivaron frutas y explotaron maderas finas. El poblado tenía como centro comercial al vecino caserío San Mateo, hacia el noreste. Otros fundadores del cantón de Orotina, fueron los señores Gregorio y Jacinto Hernández, Julián Cordero, José María Vargas, José María Chaves, Santos Arce, Primo Vargas, Juan Chavarría y otros más. 
En 1860 ya existían algunas casas con techos de teja de barro y varios ranchos de paja. La primera calle que se pobló fue la que conduce del centro de la actual ciudad al sitio El Alumbre, en el río Grande. En 1863, la población se convirtió en un distrito de San Mateo, con el nombre de Santo Domingo. 
La actividad minera fue importante en Orotina; en 1862 trabajó la Sociedad de Minas del Monte del Aguacate y otras. Esta actividad, junto con la explotación de maderas, cultivos y ganadería atrajeron a nuevos vecinos, casi todos extranjeros, como los señores Desanti, Barth, Cercone, Ferrero, De Lemos, Marichal, Giustiniani, y Rudín. 

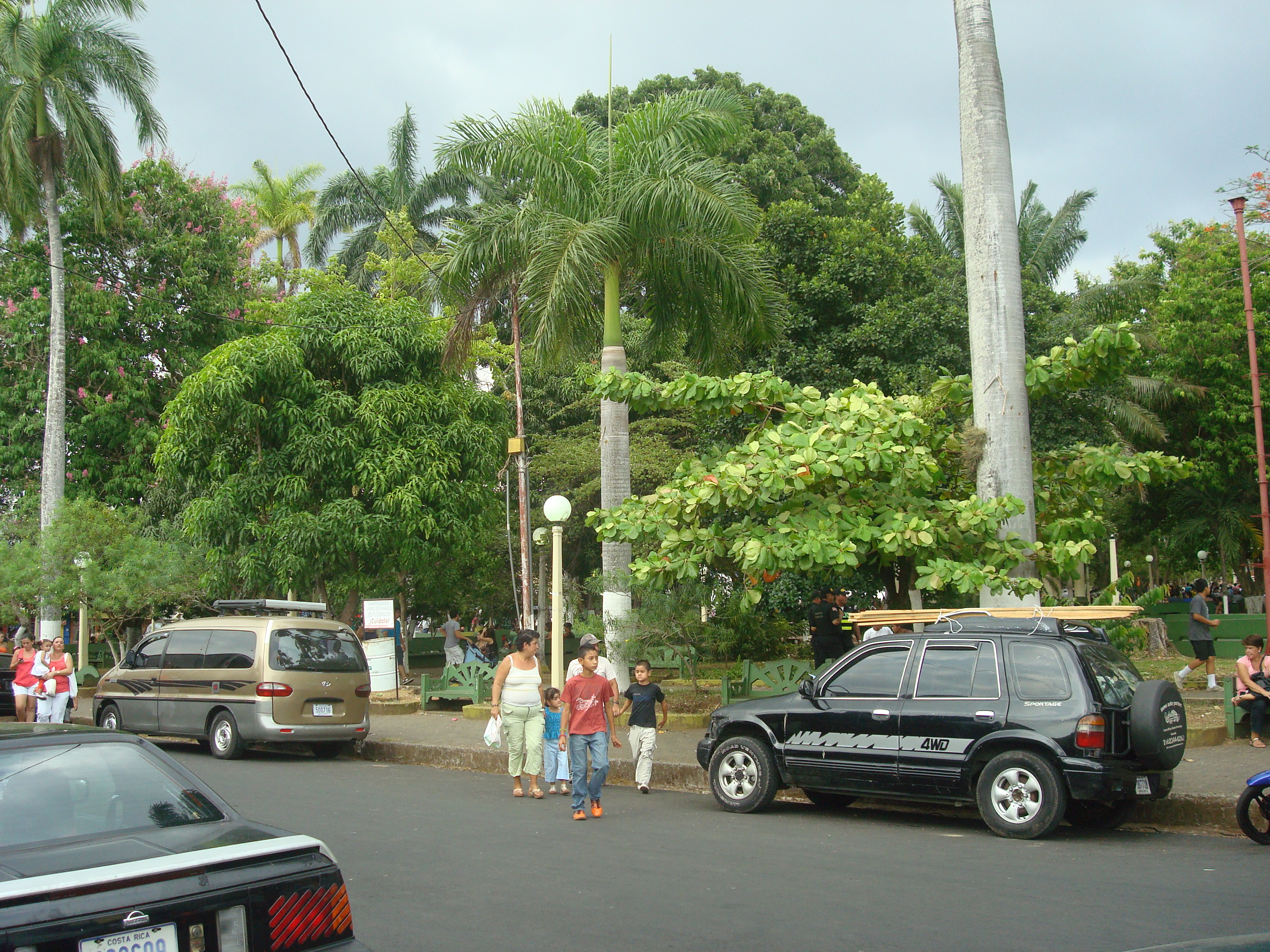
Calle en Orotina, provincia de Alajuela, Costa Rica

Para el año 1868 se estableció una escuela privada; en 1879 se instaló una escuela pública, en casa de José María Morales.
En la administración de Ascensión Esquivel Ibarra (1902-1910), se construyó el edificio escolar, que en un principio se llamó escuela de Varones, luego se le asignó el nombre de Primo Vargas Valverde, benefactor del cantón. En 1904, el citado señor financió el funcionamiento de una escuela de música. El Instituto Agropecuario de Orotina, inició sus actividades docentes el 20 de marzo de 1962 en la administración de Mario Echandi Jiménez, posteriormente cambió el nombre por Colegio Técnico Profesional Agropecuario, Ricardo Castro B. 
La primera ermita se construyó en 1876, ubicada a un kilómetro al este del actual templo, por iniciativa del presbítero José María Palacios, cura de San Mateo. La construcción de la iglesia comenzó en 1893, en un terreno donado por Primo Vargas Valverde, el cual fue bendecido tres años después. Durante el episcopado de monseñor Juan Gaspar Stork Werth, tercer obispo de Costa Rica, en el año de 1905, se erigió la parroquia dedicada a Santo Domingo de Guzmán, la cual actualmente es sufragánea de la diócesis de Alajuela, de la provincia eclesiástica de Costa Rica. 
En 1902 llegó la primera locomotora del ferrocarril al Pacífico, hecho que fue un factor determinante en el desarrollo del cantón.
El 1 de agosto de 1908 se llevó a cabo la primera sesión del Concejo de Orotina integrado por los regidores propietarios, señores Juan María Mora presidente, Elías Vargas vicepresidente, y Ernesto Valverde, fiscal. El jefe político fue Julio Umaña Bolaños. 
En Ley n.º 20 del 18 de octubre de 1915, sobre división territorial para efectos administrativos, promulgada en el gobierno de Alfredo González Flores a la cabecera del cantón se le asignó el título de villa. Posteriormente, el 24 de julio de 1918, en la administración de Federico Tinoco Granados, se decretó la Ley n.º 28, que le confirió a la villa, la categoría de ciudad.

### Cantonato
El cantón de Orotina se creó en Ley n.º 39, del 1 de agosto de 1908 como noveno de la provincia de Alajuela, con cinco distritos. 
Orotina procede del cantón de San Mateo, establecido este último en Ley n.º 20 del 7 de agosto de 1868.

## Ubicación
Limita al este con Atenas, al norte con San Mateo, al sur con Garabito y Turrubares, y al oeste con  Esparza.

## Geografía
Cantón de Orotina cuenta con un área de 145,11 km² y una altitud media de 230 m s. n. m.
Es el cantón más meridional de la provincia de Alajuela.
La anchura máxima es de veinticuatro kilómetros, en dirección noreste a suroeste, desde la confluencia de las quebradas Concepción y Fresca hasta unos ochocientos metros al suroeste del cerro Guacuca, sobre el curso del río Jesús María.

## División administrativa
Orotina está dividido en cinco distritos:
1. Orotina
2. El Mastate
3. Hacienda Vieja
4. Coyolar
5. La Ceiba

## Demografía
Para el año 2022, Cantón de Orotina cuenta con una población estimada de 24 217 habitantes, y para el último censo efectuado, en 2011, Cantón de Orotina contaba con una población de 20 341 habitantes.
De acuerdo al censo nacional del 2011, la población del cantón era de 20 341 habitantes, de los cuales, el 5,4 % nació en el extranjero. El mismo censo destaca que había 6024 viviendas ocupadas, de las cuales, el 59,9 % se encontraba en buen estado y había problemas de hacinamiento en el 5,2% de las viviendas. El 51,7% de sus habitantes vivían en áreas urbanas.
Entre otros datos, el nivel de alfabetismo del cantón es del 96,7%, con una escolaridad promedio de 7,8 años.
El mismo censo detalla que la población económicamente activa se distribuye de la siguiente manera:
- Sector Primario: 9,8%
- Sector Secundario: 15,7%
- Sector Terciario: 74,5%

Para el año 2012 presentaba un alto índice de desarrollo humano (0.847) según el Programa de las Naciones Unidas para el Desarrollo.

## Economía
Orotina posee gran riqueza productiva en sus suelos. Es notable la grande y variada producción de frutales (piña, melón, sandía, aguacate, marañón, guanábano, mango, jocote, mamón, papaya, zapote, naranja, banano, limón, pejibaye, caimito, tamarindo, mandarina, nance, etc), la cual ha hecho famoso al cantón, organizándose todos los años una Feria Internacional de las Frutas. También se producen café, caña de azúcar, granos básicos, y grandes porciones de terreno se dedican a la ganadería, principalmente de engorde. La mayor parte de la población laboral del cantón está compuesta por asalariados. Existe un pequeño porcentaje de gente con mayores recursos (comerciantes y finqueros). Otra fuente económica es el turismo, ya que Orotina se encuentra al paso de las principales carreteras que conectan el Valle Central con el Pacífico Central de Costa Rica.